# ISO 3166-2:BJ
ISO 3166-2 données pour le Bénin

## Mise à jour
```
ISO 3166-2:2002-05-21
 n°2
```

## Départements (12)
```
BJ-AL  
Alibori

BJ-AK  
Atacora

BJ-AQ  
Atlantique

BJ-BO  
Borgou

BJ-CO  
Collines

BJ-DO  
Donga

BJ-KO  
Couffo

BJ-LI  
Littoral

BJ-MO  
Mono

BJ-OU  
Ouémé

BJ-PL  
Plateau

BJ-ZO  
Zou
```